# إسلام الشاطر
إسلام الشاطر هو لاعب كرة قدم مصري سابق، لعب لنادي بتروجيت كما لعب للنادي الإسماعيلي المصري قبل أن ينتقل إلى نادي الزمالك المصري ولعب معه مباراة في كأس مصر وأحرز فيها هدفاً، أعير موسما إلى نادي الاتحاد السعودي ليقدم مستوى مرضيا ويعود بعدها إلى مصر وبالتحديد إلى نادي الزمالك، ولكنه وجد ثغرة في عقده مكنته من الانتقال إلى فريق الأهلي المصري وقد تخلى عنه النادى الأهلي بقرار من مانويل جوزيه المدير الفني للنادي الأحمر، فاتجه بعدها للإعلام وقدم برنامج ميدان التحليل على قناة القاهرة والناس في 2013 ثم أعلن توقف البرنامج إلى أن عاد في منتصف فبراير 2016 ليقدم برنامج ملعب الشاطر على تليفزيون المحور.
فجأة وبدون مقدمات أصدر النادي الأهلي قراراً بالاستغناء عن إسلام الشاطر في خبر أذهل الوسط الرياضي المصري، لينتقل اللاعب بعدها لنادي حرس الحدود المصري الذي يقوده المدير الفني الشاب طارق العشري
ومنذ بداية الموسم 2011-2012 انتقل إلى نادي بتروجيت.
هو اللاعب الوحيد في تاريخ الكرة المصرية الذي يحصل على بطولة الدوري الممتاز مع ثلاثة فرق.

## وصلات خارجية
- إسلام الشاطر على موقع الاتحاد الدولي (مؤرشف)  (الإنجليزية)
- إسلام الشاطر على موقع قاعدة بيانات كرة القدم.إي يو (الإنجليزية)
- إسلام الشاطر على موقع ناشيونال فوتبول تيمز (الإنجليزية)